# میکووای چیشلاک
میکووای چیشلاک (لهستانی: Mikołaj Cieślak؛ زادهٔ ۶ دسامبر ۱۹۷۳) بازیگر، صداپیشه، کارگردان فیلم و هنرمند کاباره اهل لهستان است. وی از سال ۱۹۹۴ میلادی تاکنون مشغول فعالیت بوده‌است.
از فیلم‌ها یا مجموعه‌های تلویزیونی که وی در آن‌ها نقش داشته است، می‌توان به خانواده کوالسکی در برابر خانواده کوالسکی، گوش آقای رئیس، زیبا و بیکار، حوزه استحفاظی ۱۳، قسمت دوم، در خوشی و سختی، چگونه می‌توان با یک میلیونر ازدواج کرد و پدر متیو اشاره نمود.